# Midland M16
Der Midland M16 war der Formel-1-Rennwagen von Midland F1 Racing für die Saison 2006 und gleichzeitig das einzige Fahrzeug des Teams unter eigenem Namen. Ab Mitte des Jahres setzte der neue Teambesitzer Spyker Cars den Wagen als Spyker M16 für den Rest der Saison ein.

## Technik und Entwicklung
Der Midland M16 basierte auf dem Vorjahreswagen Jordan EJ15, der bereits unter Midland-Regie entstanden war, jedoch noch unter dem Namen des Vorgängerteams Jordan Grand Prix eingesetzt wurde. Die Entwicklung wurde unter der Führung des technischen Direktors James Key um Chefdesigner John McQuilliam und Chefaerodynamiker Simon Phillips durchgeführt. Die Verträge mit Reifenhersteller Bridgestone und dem Treibstofflieferanten Esso wurden verlängert. Auch die Motorisierung stammte wie schon in der Saison 2005 von Toyota. Im Zuge der Regelanpassungen durch die FIA für die Saison 2006 handelte es sich nun jedoch um einen Achtzylinder. Der vom Unternehmen gelieferte Toyota RVX-06 war mit dem im Werksteam eingesetzten Aggregat identisch und entwickelte um die 750 PS bei 19.000 Umdrehungen pro Minute. 

## Lackierung und Sponsoring
Zur Saison 2006 verschwand das ikonische gelb-schwarze Design der Jordan-Fahrzeuge aus der Formel 1 – Midland lackierte seine Fahrzeuge nun in einer aus Rot, Dunkelgrau und Weiß zusammengesetzten Farbgebung. Die dunkelgraue Grundfärbung wurde durch eine weiße Zierfläche vor dem Cockpit sowie einen weißen Heckflügel und Designelemente auf der Oberseite der Seitenkästen ergänzt. Als Kontrast wurden Lufthutze, ein großer Teil der Fahrzeugoberseite sowie der Frontflügel rot lackiert. Nach der Übernahme durch Spyker Mitte 2006 wurde die Lackierung angepasst – eine orangefarbene Grundfärbung wurde nun mit silbernen Akzenten ergänzt. 
Das Team trat ohne Hauptsponsor an – als weitere Sponsoren warben unter anderem JVC, Chino’s, Rhino’s, Superfund, TrekStor und Lost Boys auf dem Fahrzeug.

## Fahrer und Saisonverlauf
Als erster Fahrer verblieb der Portugiese Tiago Monteiro im Team, er trat mit der Startnummer 18 an. Zur Saison 2006 wurde der Vertrag mit seinem Teamkollegen Narain Karthikeyan nicht verlängert – an seiner Stelle wurde der Niederländer Christijan Albers verpflichtet, der in den Vorjahren in der DTM Erfolge erreichen konnte. Er pilotierte als zweiter Fahrer den Wagen mit der Nummer 19. Es gelang keinem der beiden Fahrer, Punkte zu erzielen, das beste Ergebnis waren ein 9. und 10. Platz beim Großen Preis von Ungarn. Der Tiefpunkt kam beim Großen Preis von Deutschland, als beide Midland-Fahrzeuge aufgrund illegaler Heckflügelkonstruktionen disqualifiziert wurden.
Zudem beschäftigte das Team 2006 insgesamt neun zusätzliche Piloten: Giorgio Mondini, Alexandre Prémat, Adrian Sutil, Ernesto Viso und Markus Winkelhock nahmen als dritte Fahrer an einigen Freitagstrainings teil, während Fabrizio del Monte, Roman Russinow, Ronnie Quintarelli und Adrián Vallés im Hintergrund als Testfahrer tätig waren.
Am Ende der Saison wurde das Team in der Konstrukteursmeisterschaft ohne erreichte Punkte nicht klassifiziert. In der Fahrerwertung konnte Monteiro den 21. und Albers den 22. Rang erreichen, wodurch die Midland-Piloten einzig die Super-Aguri-Fahrer schlagen konnten. Anfang 2007 verließ Monteiro die Formel 1 in Richtung Tourenwagen-Weltmeisterschaft, während Albers weiterhin für das nun als Spyker F1 bezeichnete Team antrat.

## Resultate
| Fahrer               | Nr.                  | 1   | 2  | 3   | 4   | 5  | 6   | 7  | 8  | 9   | 10  | 11  | 12  | 13 | 14  | 15  | 16  | 17  | 18 | Punkte | Rang |
| -------------------- | -------------------- | --- | -- | --- | --- | -- | --- | -- | -- | --- | --- | --- | --- | -- | --- | --- | --- | --- | -- | ------ | ---- |
| Formel-1-Saison 2006 | Formel-1-Saison 2006 |     |    |     |     |    |     |    |    |     |     |     |     |    |     |     |     |     |    | 0      | 10.  |
| T. Monteiro          | 18                   | 17  | 13 | DNF | 16  | 12 | 16  | 15 | 16 | 14  | DNF | DNF | DSQ | 9  | DNF | DNF | DNF | 16  | 15 | 0      | 10.  |
| C. Albers            | 19                   | DNF | 12 | 11  | DNF | 13 | DNF | 12 | 15 | DNF | DNF | 15  | DSQ | 10 | DNF | 17  | 15  | DNF | 14 | 0      | 10.  |

| Legende  | Legende            | Legende                                                          |
| Farbe    | Abkürzung          | Bedeutung                                                        |
| -------- | ------------------ | ---------------------------------------------------------------- |
| Gold     | –                  | Sieg                                                             |
| Silber   | –                  | 2. Platz                                                         |
| Bronze   | –                  | 3. Platz                                                         |
| Grün     | –                  | Platzierung in den Punkten                                       |
| Blau     | –                  | Klassifiziert außerhalb der Punkteränge                          |
| Violett  | DNF                | Rennen nicht beendet (did not finish)                            |
| Violett  | NC                 | nicht klassifiziert (not classified)                             |
| Rot      | DNQ                | nicht qualifiziert (did not qualify)                             |
| Rot      | DNPQ               | in Vorqualifikation gescheitert (did not pre-qualify)            |
| Schwarz  | DSQ                | disqualifiziert (disqualified)                                   |
| Weiß     | DNS                | nicht am Start (did not start)                                   |
| Weiß     | WD                 | zurückgezogen (withdrawn)                                        |
| Hellblau | PO                 | nur am Training teilgenommen (practiced only)                    |
| Hellblau | TD                 | Freitags-Testfahrer (test driver)                                |
| ohne     | DNP                | nicht am Training teilgenommen (did not practice)                |
| ohne     | INJ                | verletzt oder krank (injured)                                    |
| ohne     | EX                 | ausgeschlossen (excluded)                                        |
| ohne     | DNA                | nicht erschienen (did not arrive)                                |
| ohne     | C                  | Rennen abgesagt (cancelled)                                      |
| ohne     | keine WM-Teilnahme |                                                                  |
| sonstige | P/fett             | Pole-Position                                                    |
| sonstige | 1/2/3/4/5/6/7/8    | Punktplatzierung im Sprint-/Qualifikationsrennen                 |
| sonstige | SR/kursiv          | Schnellste Rennrunde                                             |
| sonstige | *                  | nicht im Ziel, aufgrund der zurückgelegten Distanz aber gewertet |
| sonstige | ()                 | Streichresultate                                                 |
| sonstige | unterstrichen      | Führender in der Gesamtwertung                                   |